# Marienchorstraße 2 (Stralsund)

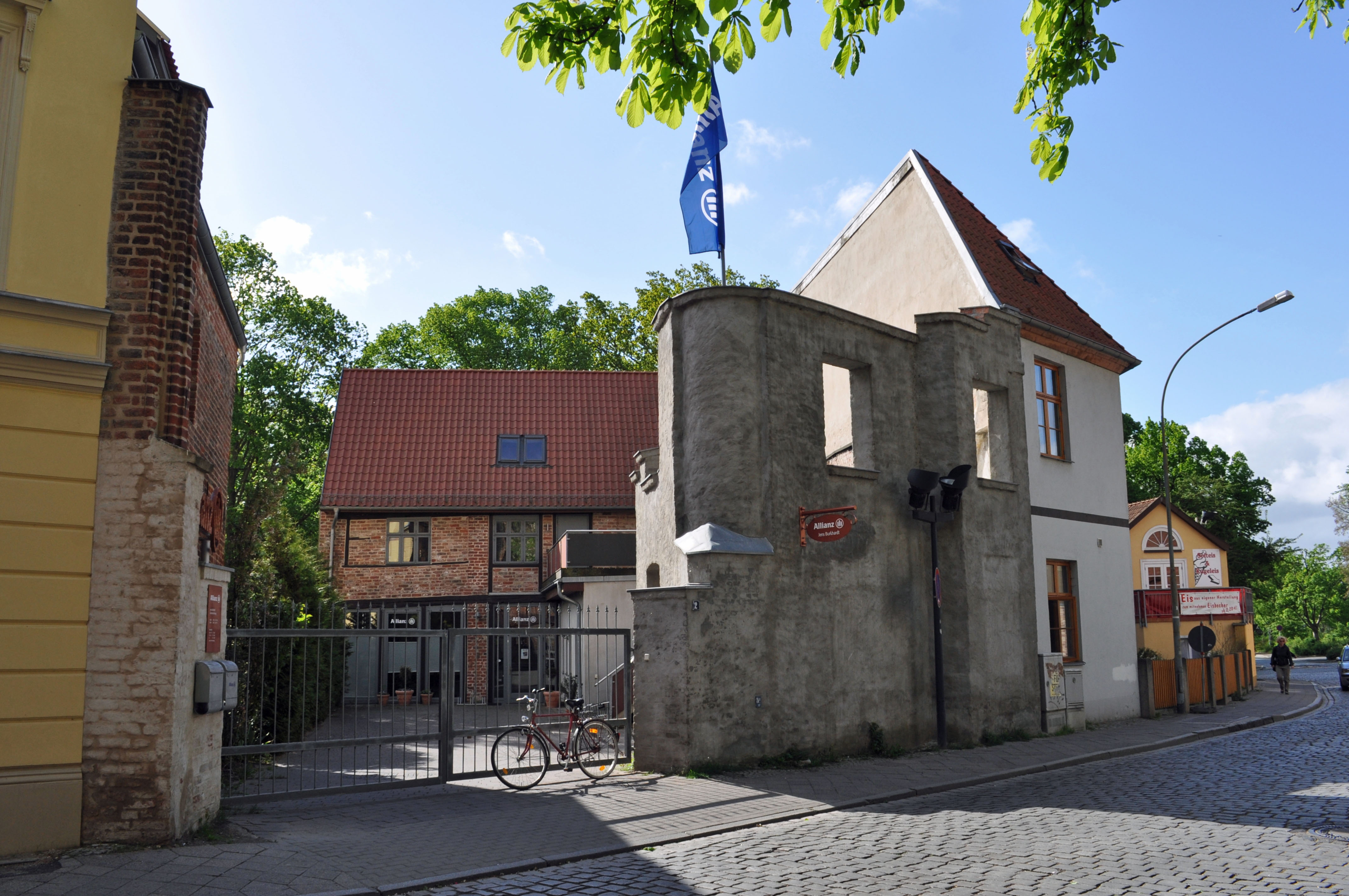
Das Haus Marienchorstraße 2 in Stralsund (2012)

Das Gebäude mit der postalischen Adresse Marienchorstraße 2 ist ein denkmalgeschütztes Bauwerk in der Marienchorstraße in Stralsund, gegenüber der Einmündung der Marienstraße.
Von dem zweigeschossigen, im Kern mittelalterlichen Bau ist nur noch die einstige Straßenfront vorhanden. Diese weist eine leicht vorgezogene und überhöhte Achse auf.
Ein einst als Quergebäude des Hauses angelegtes Gebäude steht am Frankenwall. Das Haus Marienchorstraße 2 bildete zusammen mit dem Haus Marienchorstraße 1 ursprünglich ein Doppelhaus.
Das Haus liegt im Kerngebiet des von der UNESCO als Weltkulturerbe anerkannten Stadtgebietes des Kulturgutes „Historische Altstädte Stralsund und Wismar“. In die Liste der Baudenkmale in Stralsund ist es mit der Nummer 500 eingetragen.